# 2013年楽天ジャパン・オープン・テニス選手権
2013年楽天ジャパン・オープン・テニス選手権は、2013年9月30日から10月6日にかけて東京都・江東区の有明テニスの森公園で開催された、男子プロテニスツアーのATP500シリーズトーナメント大会である。サーフェスはハードコート。

## シード選手

### シングルス
| 国               | 選手                             | ランキング1 | シード |
| ---------------- | -------------------------------- | ----------- | ------ |
| アルゼンチン     | フアン・マルティン・デル・ポトロ | 7           | 1      |
| フランス         | ジョー＝ウィルフリード・ツォンガ | 8           | 2      |
| カナダ           | ミロシュ・ラオニッチ             | 11          | 3      |
| 日本             | 錦織圭                           | 12          | 4      |
| フランス         | ジル・シモン                     | 14          | 5      |
| スペイン         | ニコラス・アルマグロ             | 17          | 6      |
| 南アフリカ共和国 | ケビン・アンダーソン             | 21          | 7      |
| セルビア         | ヤンコ・ティプサレビッチ         | 23          | 8      |

- 2013年9月23日付のランキングに基づく

### ワイルドカード
以下の4名がワイルドカードで本戦に出場した。
- フアン・マルティン・デル・ポトロ
- 伊藤竜馬
- 添田豪
- 杉田祐一

### 予選勝者
以下の4名が予選を勝ち上がり本戦に出場した。
- ベンヤミン・ベッカー
- マルコ・チウディネリ
- ライアン・ハリソン
- エドゥアール・ロジェ＝バセラン

その他以下の2名がラッキールーザーで本戦に繰り上がった。
- ルカシュ・ラツコ
- ミハル・プシシェズニ

### 出場辞退
- ミカエル・ロドラ
- アンディ・マレー
- ジル・シモン

### ダブルス
| 国             | 選手1                    | 国             | 選手2                          | ランキング1 | シード |
| -------------- | ------------------------ | -------------- | ------------------------------ | ----------- | ------ |
| アメリカ合衆国 | ボブ・ブライアン         | アメリカ合衆国 | マイク・ブライアン             | 2           | 1      |
| スペイン       | マルセル・グラノジェルス | スペイン       | マルク・ロペス                 | 17          | 2      |
| クロアチア     | イワン・ドディグ         | ブラジル       | マルセロ・メロ                 | 32          | 3      |
| インド         | ロハン・ボパンナ         | フランス       | エドゥアール・ロジェ＝バセラン | 33          | 4      |

- 2013年9月23日付のランキングに基づく

### ワイルドカード
以下の2組がワイルドカードで本戦に出場した。
- 伊藤竜馬 /  添田豪
- 錦織圭 /  内山靖崇

### 交替出場
- アンドレ・ベーゲマン /  マルティン・エムリッヒ

### 出場辞退
- ミカエル・ロドラ

## 優勝

### シングルス
フアン・マルティン・デル・ポトロ def.  ミロシュ・ラオニッチ, 7–6(7–5), 7–5
- デルポトロにとってキャリア通算16度目のツアーシングルスタイトル獲得となった。

### ダブルス
ロハン・ボパンナ /  エドゥアール・ロジェ＝バセラン def.  ジェイミー・マレー /  ジョン・ピアーズ, 7–6(7–5), 6–4